# Pieńków (gromada)
Pieńków – dawna gromada, czyli najmniejsza jednostka podziału terytorialnego Polskiej Rzeczypospolitej Ludowej w latach 1954–1972.
Gromady, z gromadzkimi radami narodowymi (GRN) jako organami władzy najniższego stopnia na wsi, funkcjonowały od reformy reorganizującej administrację wiejską przeprowadzonej jesienią 1954 do momentu ich zniesienia z dniem 1 stycznia 1973, tym samym wypierając organizację gminną w latach 1954–1972.
Gromadę Pieńków z siedzibą GRN w Pieńkowie utworzono – jako jedną z 8759 gromad na obszarze Polski – w powiecie nowodworskim w woj. warszawskim, na mocy uchwały nr VI/10/9/54 WRN w Warszawie z dnia 5 października 1954. W skład jednostki weszły obszary dotychczasowych gromad Dziekanów Nowy, Dziekanów Leśny, Dziekanów Polski, Dziekanówek, Izabelin, Sadowa i Pieńków oraz majątek M.B.P. z dotychczasowej gromady Łomna ze zniesionej gminy Cząstków w tymże powiecie. Dla gromady ustalono 17 członków gromadzkiej rady narodowej.
31 grudnia 1959 z gromady Pieńków wyłączono wsie Dziekanów Polski, Dziekanów Leśny, Dziekanów Nowy i Sadowa, włączając je do gromady Łomianki w tymże powiecie, po czym gromadę Pieńków zniesiono a jej (pozostały) obszar włączono do gromady Czosnów tamże.